# 초고층 주거용 건축물 목록

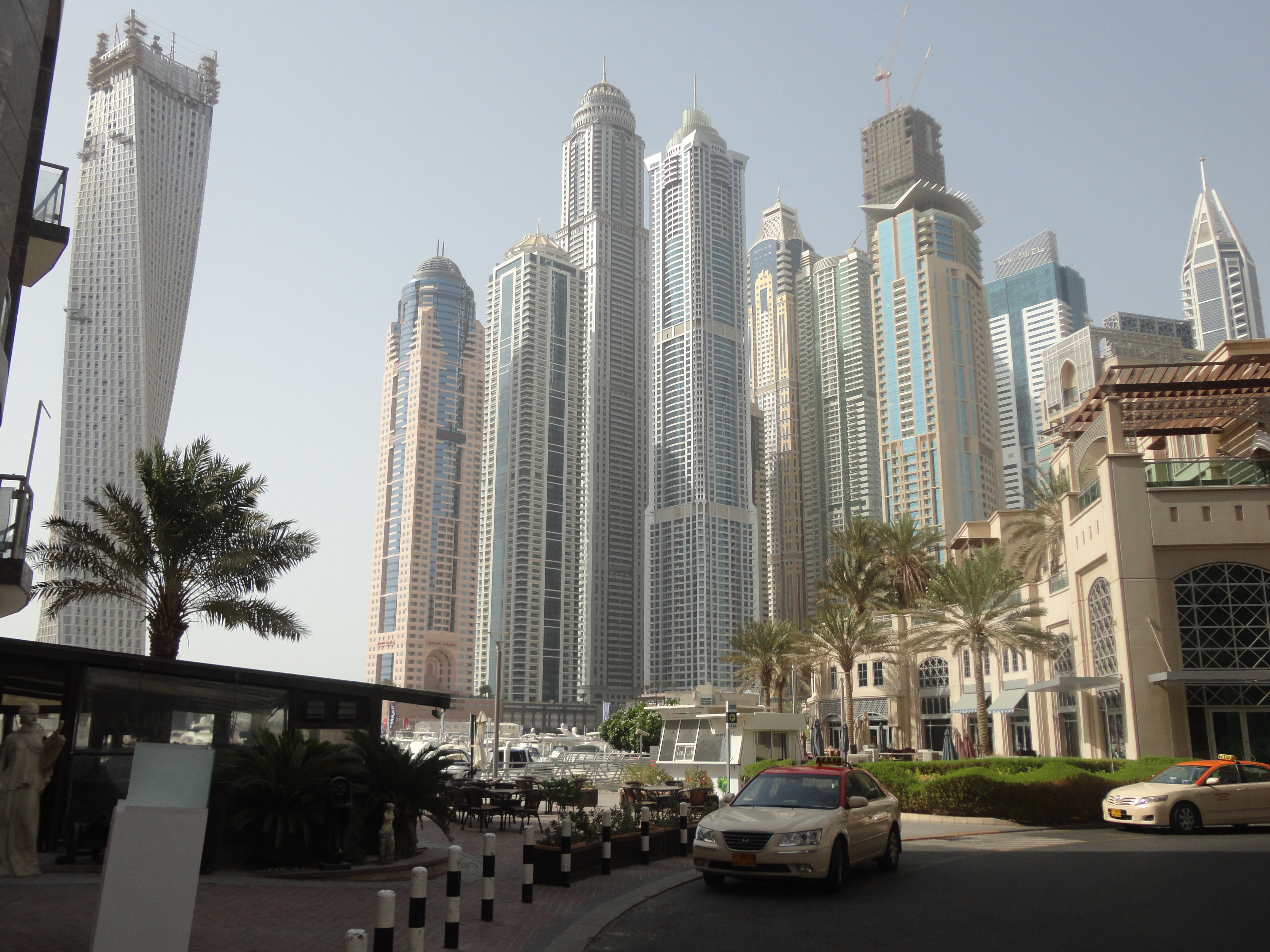
두바이의 두바이 마리나는 세계에서 가장 높은 주거용 빌딩 중 7개가 있는 곳으로 "세계에서 가장 높은 블록"이다.

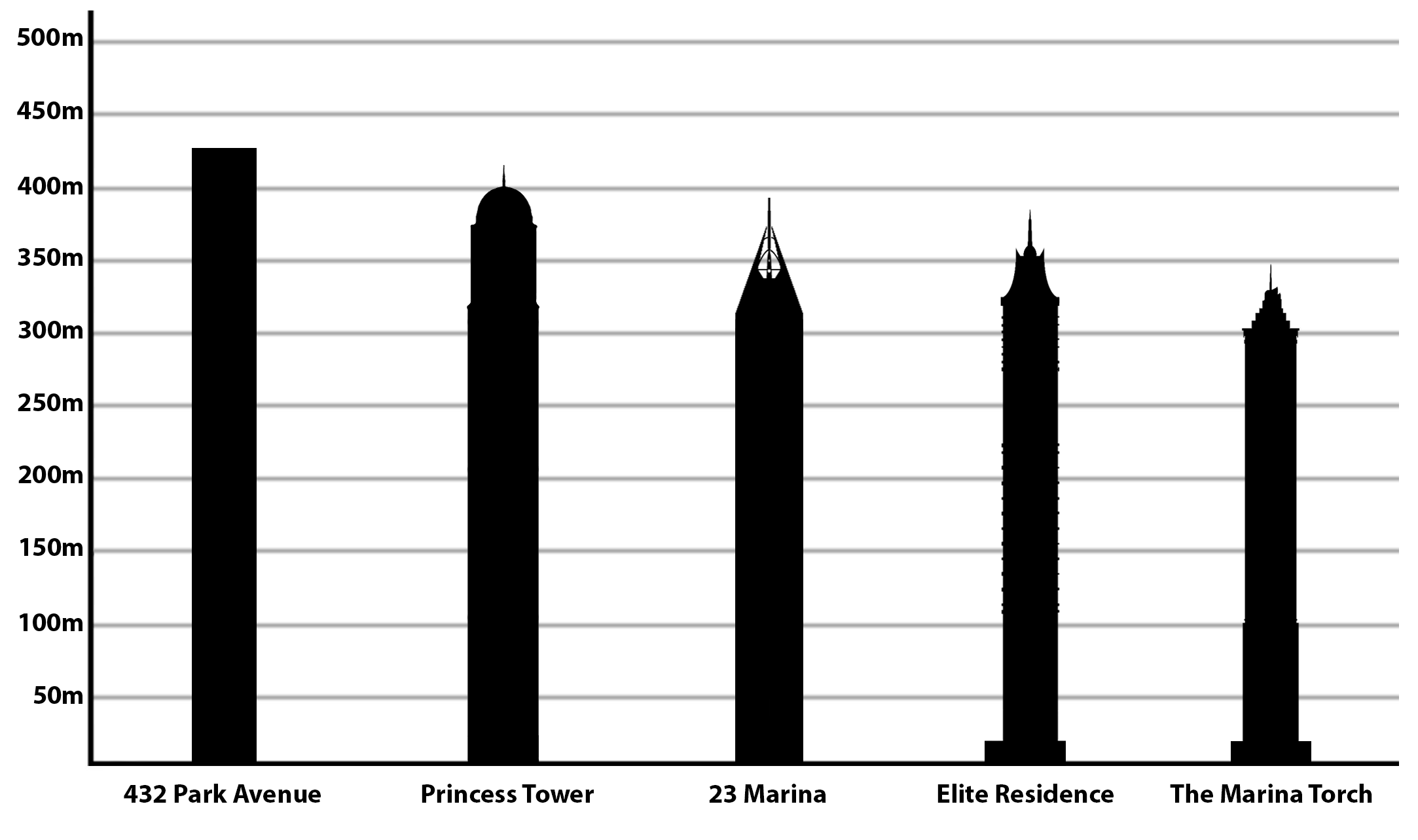
높이순 주거용 건축물

높이순 주거용 건축물 목록이다. 세계초고층도시건축학회는 주거용 건물을 전체 바닥 면적의 85% 이상이 주거용으로 사용하는 것으로 정의한다.
세계에서 가장 높은 주거용 마천루는 아랍에미리트 두바이의 마리나 101이다. 그것은 2017년에 426.5m의 높이에서 정점에 올랐다. 473m로 계획되어 있는 아랍에미리트 두바이의 SRG 타워와 이스라엘 라마트간의 부르즈 알마사 같은 건물은 432m(1,417ft)의 계획 높이는 현재 기록 보유자를 초과할 것이다.
두바이에는 세계에서 가장 높은 주거용 고층 건물 10개 중 7개가 있다. 고층 주거용 건물은 도시 전체에 퍼져있지만 대부분은 두바이 마리나에 집중되어 있다. 두바이 마리나는 고층 주거용 고층 건물의 숫자 때문에 "세계에서 가장 높은 블록"으로도 알려져 있다. 계획한 가장 높은 주거 마천루는 516m(1,693ft)에 서있을 122층 펜토미니엄이고 그러나 이 탑의 건축은 2011년 5월부터 중단되었다.

## 역사 및 순위 기준

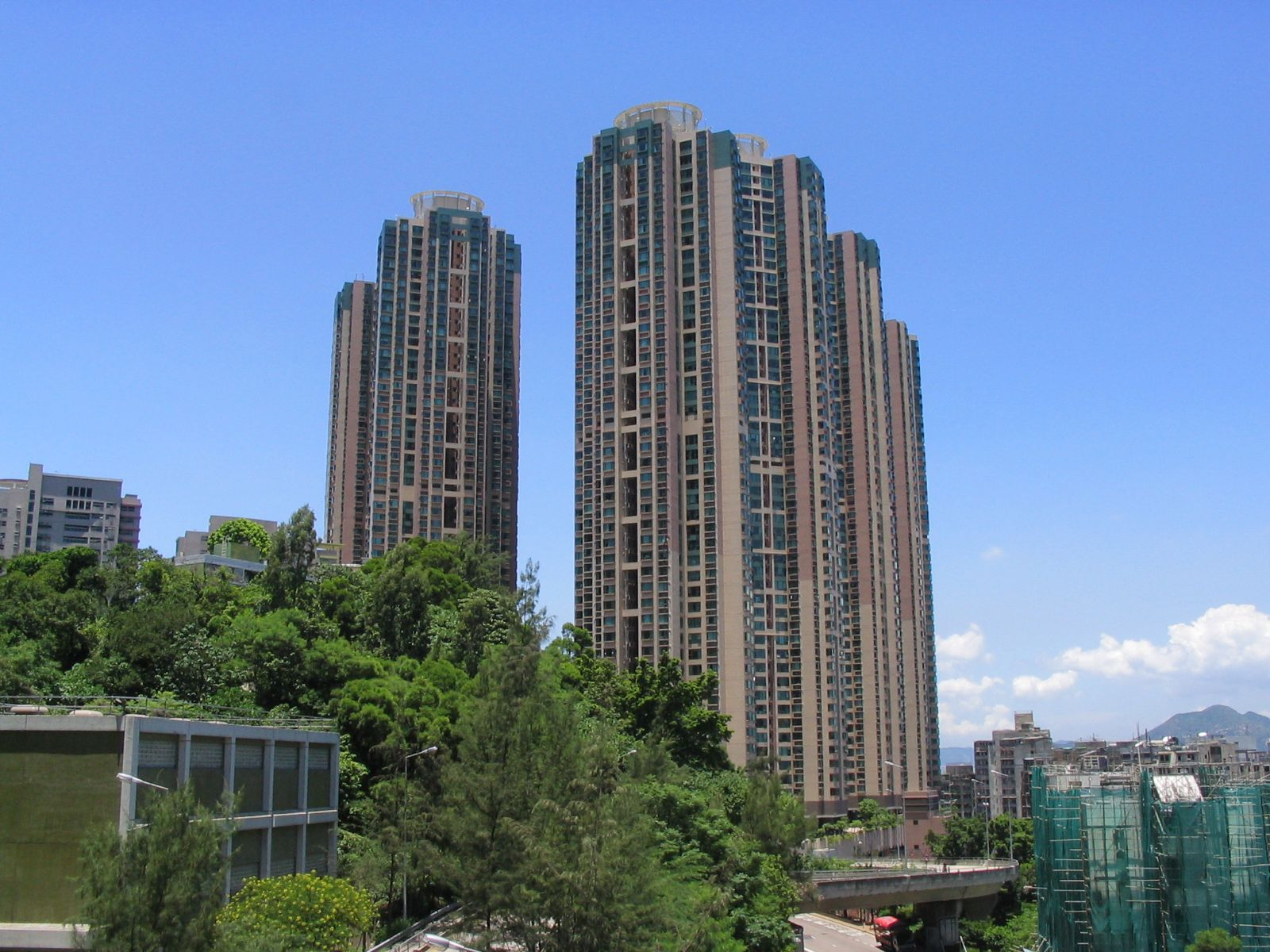
홍콩에 있는 더 벨처스

CTBUH가 가장 높은 주거용 고층 건물의 목록을 유지하기 시작한 2000년 이래 홍콩에 위치한 벨처스 타워 1과 벨처스 타워 2는 2000년에 높이가 221m(725ft)에 달했던 최초의 고층 주거용 고층 건물이었다. 2001년에 뉴욕의 트럼프 월드 타워는 두바이의 21세기 타워가 2003년에 능가할 때까지 세계에서 가장 높은 주거용 건물이 되었다. 2012년 두바이의 프린세스 타워는 세계에서 가장 높은 주거용 건물이되었으며, 2014년 뉴욕의 파크 애비뉴를 능가했다. 주거용 건물의 비율은 2009년 34%에서 2010년 45%로 증가했다. 부르즈 칼리파는 주거 공간을 포함하는 세계 최초의 매우 높은 초고층 건물을 짓고 있다.
CTBUH는 건물이 구조적으로 및 구조적으로 정점에 있고, 완전히 입은 것이며, 사업을 위해 개방되었거나, 적어도 부분적으로 열려있을 때 건물이 공식적인 가장 높은 목록에 추가되어야 한다고 주장한다. 이것은 CTBUH가 건물의 "완성"에 대한 공식적인 정의가 되었다.

## 가장 높은 주거용 건축물
표준 높이 측정을 기준으로 높이가 250 미터 (820 ft) 이상인 주거용 고층 건물의 순위를 나열한다. 여기에는 첨탑 및 건축 세부사항이 포함되지만 안테나 마스트는 포함되지 않는다. 순위 뒤에 오는 등호 (=)는 두 개 이상의 건물 사이에서 동일한 높이를 나타낸다. "연도" 열은 건물이 완료된 연도를 나타낸다.
| 순위 | 이름                        | 사진                                             | 도시         | 나라           | 높이 미터 / 피트      | 층수 | 연도 | 비고                 |
| ---- | --------------------------- | ------------------------------------------------ | ------------ | -------------- | --------------------- | ---- | ---- | -------------------- |
| 1    | 432 파크 애비뉴             |                                                  | 뉴욕         | 미국           | 425.5 미터 (1,396 ft) | 88   | 2015 |                      |
| 2    | 프린세스 타워               |                                                  | 두바이       | 아랍에미리트   | 414 미터 (1,358 ft)   | 101  | 2012 | [ 13 ] [ 14 ] [ 15 ] |
| 3    | 23 마리나                   |                                                  | 두바이       | 아랍에미리트   | 392 미터 (1,286 ft)   | 90   | 2012 | [ 16 ] [ 17 ]        |
| 4    | 앨리트 레지던스             |                                                  | 두바이       | 아랍에미리트   | 381 미터 (1,250 ft)   | 91   | 2012 | [ 18 ] [ 19 ]        |
| 5    | 마리나 터치                 |                                                  | 두바이       | 아랍에미리트   | 352 미터 (1,155 ft)   | 80   | 2011 | [ 20 ] [ 21 ]        |
| 6    | Q1                          | Q1, in Gold Coast, Australia                     | 골드코스트   | 오스트레일리아 | 322 미터 (1,056 ft)   | 80   | 2005 | [ 22 ] [ 23 ]        |
| 7    | HHHR 타워                   |                                                  | 두바이       | 아랍에미리트   | 317 미터 (1,040 ft)   | 72   | 2009 | [ 24 ] [ 25 ]        |
| 8    | 오션 하이츠                 | Ocean Heights in Dubai, UAE.                     | 두바이       | 아랍에미리트   | 310 미터 (1,020 ft)   | 84   | 2010 | [ 26 ] [ 27 ]        |
| 9=   | 카얀 타워                   |                                                  | 두바이       | 아랍에미리트   | 306 미터 (1,004 ft)   | 76   | 2013 | [ 28 ] [ 29 ]        |
| 9=   | 원57                        | One57 in New York City, United States.           | 뉴욕         | 미국           | 306 미터 (1,004 ft)   | 75   | 2014 | [ 30 ] [ 31 ]        |
| 11   | 에티하드 타워 2             |                                                  | 아부다비     | 아랍에미리트   | 305 미터 (1,001 ft)   | 80   | 2011 | [ 32 ] [ 33 ]        |
| 12=  | 캐피탈 시티 모스크바 타워   |                                                  | 모스크바     | 러시아         | 301 미터 (988 ft)     | 76   | 2010 | [ 34 ] [ 35 ]        |
| 12=  | 위브 더 제니스 타워 A       |                                                  | 부산         | 대한민국       | 301 미터 (988 ft)     | 80   | 2011 | [ 36 ] [ 37 ]        |
| 14   | 유레카 타워                 |                                                  | 맬버른       | 오스트레일리아 | 297 미터 (974 ft)     | 91   | 2006 | [ 38 ] [ 39 ]        |
| 15   | 에미리트 크라운             |                                                  | 두바이       | 아랍에미리트   | 296 미터 (971 ft)     | 63   | 2008 | [ 40 ] [ 41 ]        |
| 16   | 해운대 I'PARK 마리나 타워 2 |                                                  | 부산         | 대한민국       | 292 미터 (958 ft)     | 72   | 2011 | [ 42 ] [ 43 ]        |
| 18=  | 밀레니엄 타워               |                                                  | 두바이       | 아랍에미리트   | 285 미터 (935 ft)     | 60   | 2006 | [ 44 ] [ 45 ]        |
| 18=  | 술라파 타워                 |                                                  | 두바이       | 아랍에미리트   | 285 미터 (935 ft)     | 75   | 2010 | [ 46 ] [ 47 ]        |
| 20   | 위브 더 제니스 타워 B       |                                                  | 부산         | 대한민국       | 281 미터 (922 ft)     | 75   | 2011 | [ 48 ] [ 49 ]        |
| 21   | 마리나 피나클               |                                                  | 두바이       | 아랍에미리트   | 280 미터 (920 ft)     | 73   | 2011 | [ 50 ] [ 51 ]        |
| 22   | 해운대 I'PARK 마리나 타워 1 |                                                  | 부산         | 대한민국       | 273 미터 (896 ft)     | 66   | 2011 | [ 52 ] [ 53 ]        |
| 23   | 오라                        |                                                  | 토론토       | 캐나다         | 272 미터 (892 ft)     | 78   | 2014 | [ 54 ] [ 55 ]        |
| 24=  | 더 컬리난 노스 타워         | The Cullinan in Hong Kong.                       | 홍콩         | 중화인민공화국 | 269 미터 (883 ft)     | 68   | 2009 | [ 56 ] [ 57 ]        |
| 24=  | 21세기 타워                 |                                                  | 두바이       | 아랍에미리트   | 269 미터 (883 ft)     | 55   | 2003 | [ 58 ] [ 59 ]        |
| 26   | 더 포인트                   | The Point in Panama City, Panama.                | 파나마시티   | 파나마         | 266 미터 (873 ft)     | 67   | 2010 | [ 60 ] [ 61 ]        |
| 27=  | 8 스퍼스 스트리트           | 8 Spruce Street in New York City, United States. | 뉴욕         | 미국           | 265 미터 (869 ft)     | 76   | 2010 | [ 62 ] [ 63 ]        |
| 27=  | 위브 더 제니스 타워 C       |                                                  | 부산         | 대한민국       | 265 미터 (869 ft)     | 70   | 2011 | [ 64 ] [ 65 ]        |
| 29=  | 마그 218 타워               |                                                  | 두바이       | 아랍에미리트   | 264 미터 (866 ft)     | 66   | 2009 | [ 66 ] [ 67 ]        |
| 29=  | 트라이엄프 팰리스           |                                                  | 모스크바     | 러시아         | 264 미터 (866 ft)     | 54   | 2008 | [ 68 ] [ 69 ]        |
| 31   | 삼성 타워팰리스 3차         |                                                  | 서울         | 대한민국       | 263 미터 (863 ft)     | 73   | 2004 | [ 70 ] [ 71 ]        |
| 32   | 트럼프 월드 타워            |                                                  | 뉴욕         | 미국           | 262 미터 (860 ft)     | 72   | 2001 | [ 72 ] [ 73 ]        |
| 33=  | 센트럴 파크 레지던스 타워   |                                                  | 두바이       | 아랍에미리트   | 261 미터 (856 ft)     | 51   | 2011 | [ 74 ] [ 75 ]        |
| 33=  | 사파이어                    |                                                  | 이스탄불     | 튀르키예       | 261 미터 (856 ft)     | 54   | 2010 | [ 76 ] [ 77 ]        |
| 35   | 보텍스 타워                 |                                                  | 쿠알라룸푸르 | 말레이시아     | 260 미터 (850 ft)     | 58   | 2016 | [ 78 ]               |
| 36=  | 소렌토 1                    |                                                  | 홍콩         | 중화인민공화국 | 256 미터 (840 ft)     | 75   | 2003 | [ 79 ] [ 80 ]        |
| 36=  | 더 임페리얼 1               |                                                  | 뭄바이       | 인도           | 256 미터 (840 ft)     | 60   | 2009 | [ 81 ] [ 82 ]        |
| 36=  | 더 임페리얼 2               |                                                  | 뭄바이       | 인도           | 256 미터 (840 ft)     | 60   | 2009 | [ 83 ] [ 84 ]        |
| 36=  | 하이페리온 타워 A           |                                                  | 서울         | 대한민국       | 256 미터 (840 ft)     | 69   | 2003 | [ 85 ] [ 86 ]        |
| 40=  | 프리마 펄                   |                                                  | 맬버른       | 오스트레일리아 | 254 미터 (833 ft)     | 72   | 2014 |                      |
| 40=  | 더 하버 레지던스            |                                                  | 두바이       | 아랍에미리트   | 254 미터 (833 ft)     | 63   | 2007 | [ 87 ] [ 88 ]        |
| 42=  | 더 빠꾸보노 레지던스        |                                                  | 자카르타     | 인도네시아     | 252 미터 (827 ft)     | 52   | 2014 | [ 89 ]               |
| 42=  | 하이클리프                  |                                                  | 홍콩         | 중화인민공화국 | 252 미터 (827 ft)     | 72   | 2003 | [ 90 ] [ 91 ]        |
| 44   | 더 하버사이드               |                                                  | 홍콩         | 중화인민공화국 | 251 미터 (823 ft)     | 73   | 2003 | [ 92 ] [ 93 ]        |
| 45=  | 더 그래머시 레지던스        |                                                  | 마카티       | 필리핀         | 250 미터 (820 ft)     | 73   | 2012 |                      |
| 45=  | 첼시 타워                   |                                                  | 두바이       | 아랍에미리트   | 250 미터 (820 ft)     | 48   | 2005 | [ 94 ] [ 95 ]        |

## 공사중
이 상장된 건물은 공사중이며 적어도 250 미터 (820 ft)를 상승할 계획이다.
| 순위 | 이름                              | 도시         | 나라           | 높이 미터 / 피트      | 층수 | 연도 시작 / 끝 (추정.) | 비고             |
| ---- | --------------------------------- | ------------ | -------------- | --------------------- | ---- | ---------------------- | ---------------- |
| 1    | 두바이 원                         | 두바이       | 아랍에미리트   | 711 미터 (2,333 ft)   | 161  | 2016 / 2021            |                  |
| 2    | 센트럴 파크 타워                  | 뉴욕         | 미국           | 472 미터 (1,549 ft)   | 95   | 2014 / 2020            |                  |
| 2    | 월드 원                           | 뭄바이       | 인도           | 442 미터 (1,450 ft)   | 117  | 2011 / 2021            |                  |
| 3    | 111 웨스트 57번가                 | 뉴욕         | 미국           | 435 미터 (1,427 ft)   | 84   | 2014 / 2021            |                  |
| 4    | 다이아몬드 타워                   | 지다         | 사우디아라비아 | 432 미터 (1,417 ft)   | 93   | 2011 / 2020            |                  |
| 5    | 마리나 101                        | 두바이       | 아랍에미리트   | 426.5 미터 (1,399 ft) | 101  | 2006 / 2017            | [ 96 ]           |
| 6    | 더 임페리얼 3                     | 뭄바이       | 인도           | 400 미터 (1,300 ft)   | 116  | 2016 / 2021            |                  |
| 7    | 월드 트레이드 센터 아부다비       | 아부다비     | 아랍에미리트   | 381 미터 (1,250 ft)   | 92   | 2007 / 2014            | [ 97 ] [ 98 ]    |
| 8    | 오베로이 오아시스 타워 B          | 뭄바이       | 인도           | 372 미터 (1,220 ft)   | 82   | 2011 / 2015            | [ 99 ] [ 100 ]   |
| 9    | 아메드 압둘 라힘 알 아 타르 타워  | 두바이       | 아랍에미리트   | 342 미터 (1,122 ft)   | 76   | 2005 / 2014            | [ 101 ] [ 102 ]  |
| 10   | 45 브로드 스트리트                | 뉴욕         | 미국           | 340 미터 (1,120 ft)   | 64   | 2017 / 2019            |                  |
| 11   | 해운대 엘시티 더샵 레지던스 A     | 부산         | 대한민국       | 339 미터 (1,112 ft)   | 85   | 2013 / 2018            | [ 103 ]          |
| 12   | 라 메이슨 by HDS                  | 두바이       | 아랍에미리트   | 386.5 미터 (1,268 ft) | 105  | 2016 / 2021            | 공사중단         |
| 12=  | 오치드 크라운 타워 A              | 뭄바이       | 인도           | 337 미터 (1,106 ft)   | 75   | 2010 / 2019            | [ 104 ] [ 105 ]  |
| 12=  | 오치드 크라운 타워 B              | 뭄바이       | 인도           | 337 미터 (1,106 ft)   | 75   | 2009 / 2019            | [ 106 ] [ 107 ]  |
| 12=  | 더 원                             | 토론토       | 캐나다         | 337 미터 (1,106 ft)   | 83   | 2017 / 2022            | 더 원 306.3 미터 |
| 13   | DAMAC 레지덴즈                    | 두바이       | 아랍에미리트   | 335 미터 (1,099 ft)   | 85   | 2011 / 2016            | [ 108 ] [ 109 ]  |
| 14   | 해운대 엘시티 더샵 레지던스 B     | 부산         | 대한민국       | 333 미터 (1,093 ft)   | 85   | 2013 / 2018            | [ 110 ]          |
| 15   | S 레지던스 by Immo                | 두바이       | 아랍에미리트   | 356 미터 (1,168 ft)   | 80   | 2016 / 2020            | N/A              |
| 15=  | 페어몬트 쿠알라룸푸르 타워즈      | 쿠알라룸푸르 | 말레이시아     | 320 미터 (1,050 ft)   | 80   | 2014 / 2020            | N/A              |
| 15=  | 아부다비 플라자                   | 아스타나     | 카자흐스탄     | 320 미터 (1,050 ft)   | 75   | 2011 / 2017            | [ 111 ] [ 112 ]  |
| 15=  | 팔레 로얄 뭄바이                  | 뭄바이       | 인도           | 320 미터 (1,050 ft)   | 88   | 2008 / 2019            | [ 113 ] [ 114 ]  |
| 16   | 오스트레일리아 108                | 맬버른       | 오스트레일리아 | 317 미터 (1,040 ft)   | 100  | 2015 / 2020            | [ 115 ]          |
| 17   | 더 스트래퍼드 레지던스            | 마카티       | 필리핀         | 312 미터 (1,024 ft)   | 74   | 2011 / 2015            | [ 116 ] [ 117 ]  |
| 18   | 로칸드왈라 미네르바               | 뭄바이       | 인도           | 307 미터 (1,007 ft)   | 83   | 2010 / 2019            | [ 118 ] [ 119 ]  |
| 19   | 네바 타워즈                       | 모스크바     | 러시아         | 338 미터 (1,109 ft)   | 77   | 2013 / 2019            |                  |
| 19=  | 오치드 크라운 타워 C              | 뭄바이       | 인도           | 300 미터 (980 ft)     | 75   | 2010 / 2019            | [ 120 ] [ 121 ]  |
| 19=  | 두바이 페랄                       | 두바이       | 아랍에미리트   | 300 미터 (980 ft)     | 73   | 2009 / 2017            | [ 122 ] [ 123 ]  |
| 19=  | 황푸 동지아두 롯 1                | 상하이       | 중화인민공화국 | 300 미터 (980 ft)     | 60   | 2017 / 2021            |                  |
| 20   | 인도 불스 스카이 스위트           | 뭄바이       | 인도           | 291 미터 (955 ft)     | 75   | 2010 / 2015            | [ 124 ] [ 125 ]  |
| 21   | 220 센트럴 파크 사우스            | 뉴욕         | 미국           | 290 미터 (950 ft)     | 66   | 2014 / 2017            |                  |
| 22   | 30 파크 팰리스                    | 뉴욕         | 미국           | 286 미터 (938 ft)     | 82   | 2013 / 2016            |                  |
| 23   | 인도 불스 스카이 포레스트         | 뭄바이       | 인도           | 281 미터 (922 ft)     | 80   | 2010 / 2015            | [ 126 ] [ 127 ]  |
| 24   | 센츄리 시티에서 트럼프 타워       | 마카티       | 필리핀         | 280 미터 (920 ft)     | 58   | 2012 / 2016            | [ 128 ] [ 129 ]  |
| 25   | 99 허드슨 스트리트                | 저지시티     | 미국           | 274.3 미터 (900 ft)   | 79   | 2016 / 2019            |                  |
| 26   | 원 그런트 파크                    | 시카고       | 미국           | 271.9 미터 (892 ft)   | 76   | 2017 / 2019            | [ 130 ]          |
| 27   | 브리즈번 스카이 타워              | 브리즈번     | 오스트레일리아 | 270 미터 (890 ft)     | 90   | 2012 / 2019            | [ 131 ]          |
| 28   | 더 42                             | 콜카타       | 인도           | 268 미터 (879 ft)     | 62   | 2011 / 2017            | [ 132 ]          |
| 29=  | 캐피탈 타워즈 1                   | 모스크바     | 러시아         | 266 미터 (873 ft)     | 61   | 2016 / 2020            |                  |
| 29=  | 캐피탈 타워즈 2                   | 모스크바     | 러시아         | 266 미터 (873 ft)     | 61   | 2016 / 2020            |                  |
| 29=  | 캐피탈 타워즈 3                   | 모스크바     | 러시아         | 266 미터 (873 ft)     | 61   | 2016 / 2020            |                  |
| 29=  | 원 아비그나 파크                  | 뭄바이       | 인도           | 266 미터 (873 ft)     | 64   | 2010 / 2015            | [ 133 ] [ 134 ]  |
| 30   | 브리즈번 쿼터                     | 브리즈번     | 오스트레일리아 | 263.5 미터 (865 ft)   | 82   | 2015 / 2019            | [ 135 ]          |
| 31   | 원 베넷 파크                      | 시카고       | 미국           | 257 미터 (843 ft)     | 69   | 2016 / 2017            |                  |
| 32   | 슈퍼테크 노틸헤이                 | 노이다       | 인도           | 255 미터 (837 ft)     | 66   | 2012 / 2018            |                  |
| 33=  | 56 레오나드 스트리트              | 뉴욕         | 미국           | 250 미터 (820 ft)     | 60   | 2008 / 2016            | [ 136 ] [ 137 ]  |
| 33=  | DAMAC 메이슨 파라마운트 타워 1    | 두바이       | 아랍에미리트   | 250 미터 (820 ft)     | 56   | 2013 / 2016            | [ 138 ] [ 139 ]  |
| 33=  | DAMAC 메이슨 파라마운트 타워 2    | 두바이       | 아랍에미리트   | 250 미터 (820 ft)     | 56   | 2013 / 2016            | [ 140 ] [ 141 ]  |
| 33=  | DAMAC 메이슨 파라마운트 타워 3    | 두바이       | 아랍에미리트   | 250 미터 (820 ft)     | 56   | 2013 / 2016            | [ 142 ] [ 143 ]  |
| 34   | 파글로리 더 원                    | 가오슝       | 중화민국       | 264 미터 (866 ft)     | 68   | 2015 / 2018            |                  |
| 35   | 황푸 동지아두 롯 2                | 상하이       | 중화인민공화국 | 240 미터 (790 ft)     | 54   | 2017 / 2021            | N/A              |
| 36=  | 하버 플라자 레지던스 이스트       | 토론토       | 캐나다         | 233 미터 (764 ft)     | 66   | 2013 / 2017            |                  |
| 36=  | 하버 플라자 레지던스 웨스트       | 토론토       | 캐나다         | 233 미터 (764 ft)     | 63   | 2013 / 2017            |                  |
| 37   | 오드 솔레 일 1                    | 토론토       | 캐나다         | 228 미터 (748 ft)     | 66   | 2015 / 2018            | N/A              |
| 38   | 도라노몬 힐스 레지던셜 타워       | 도쿄         | 일본           | 220 미터 (720 ft)     | 56   | 2017 / 2020            |                  |
| 39   | 더 파크하우스 니시 신주쿠 타워 60 | 도쿄         | 일본           | 209 미터 (686 ft)     | 60   | 2013 / 2017            | N/A              |

## 보류
이 목록에는 높이가 최소 250 미터 (820 ft)이고 현재 공사가 보류중인 주거용 건물이 포함되어 있다.
| 이름                    | 도시         | 나라           | 높이 미터 / 피트      | 층수 | 건설 시작 | 비고                          |
| ----------------------- | ------------ | -------------- | --------------------- | ---- | --------- | ----------------------------- |
| 벵갈루루 터프 타워      | 벵갈루루     | 인도           | 660 미터 (2,170 ft)   | 156  | 2016      |                               |
| 란코 힐스 시그니처 타워 | 하이데라바드 | 인도           | 604 미터 (1,982 ft)   | 112  | 2015      | 2025년 완공                   |
| 로하 프로젝트 와달라    | 뭄바이       | 인도           | 530 미터 (1,740 ft)   | 101  | 2014      |                               |
| 펜토미니엄              | 두바이       | 아랍에미리트   | 516 미터 (1,693 ft)   | 122  | 2009      | [ 6 ] [ 144 ] [ 145 ] [ 146 ] |
| 조이우스 하우싱         | 두바이       | 인도           | 486 미터 (1,594 ft)   | 125  | 2015      |                               |
| 마리나 106              | 두바이       | 아랍에미리트   | 445 미터 (1,460 ft)   | 106  | 2009      |                               |
| 난징 올림픽 수닝 타워   | 난징         | 중화인민공화국 | 419.8 미터 (1,377 ft) | 99   | 2011      |                               |

## 가장 높은 주거용 건축물의 타임라인
이것은 과거에 세계에서 가장 높은 주거용 건물의 제목을 지은 건물 목록이다.
| 이름                          | 도시       | 나라           | 높이 미터 / 피트      | 층수 | 시기      | 비고    |  |
| ----------------------------- | ---------- | -------------- | --------------------- | ---- | --------- | ------- |  |
| 마리나 시티 1                 | 시카고     | 미국           | 179 미터 (587 ft)     | 65   | 1960-1964 |         |  |
| 마리나 시티 2                 | 시카고     | 미국           | 179 미터 (587 ft)     | 65   | 1960-1964 |         |  |
| 레이크 포인트 타워            | 시카고     | 미국           | 197 미터 (646 ft)     | 69   | 1968-1991 |         |  |
| 트레건터 타워 3               | 홍콩       | 중화인민공화국 | 220 미터 (720 ft)     | 66   | 1991-1993 |         |  |
| 더 벨처스 1                   | 홍콩       | 중화인민공화국 | 221 미터 (725 ft)     | 63   | 2000-2000 | [ 7 ]   |  |
| 더 벨처스 2                   | 홍콩       | 중화인민공화국 | 221 미터 (725 ft)     | 63   | 2000-2000 | [ 8 ]   |  |
| 트럼프 월드 타워              | 뉴욕       | 미국           | 262 미터 (860 ft)     | 72   | 2001-2003 |         |  |
| 21세기 타워                   | 두바이     | 아랍에미리트   | 269 미터 (883 ft)     | 55   | 2003-2005 | [ 59 ]  |  |
| Q1                            | 골드코스트 | 오스트레일리아 | 323 미터 (1,060 ft)   | 80   | 2005-2011 |         |  |
| 더 마리나 터치                | 두바이     | 아랍에미리트   | 348 미터 (1,142 ft)   | 80   | 2011-2012 | [ 147 ] |  |
| 앨리트 레지던스               | 두바이     | 아랍에미리트   | 381 미터 (1,250 ft)   | 91   | 2012-2012 | [ 18 ]  |  |
| 23 마리나                     | 두바이     | 아랍에미리트   | 392 미터 (1,286 ft)   | 88   | 2012-2012 | [ 16 ]  |  |
| 프린세스 타워                 | 두바이     | 아랍에미리트   | 414 미터 (1,358 ft)   | 101  | 2012–2015 | [ 148 ] |  |
| 432 파크 애비뉴               | 뉴욕       | 미국           | 425.5 미터 (1,396 ft) | 85   | 2015–2021 |         |  |
| 센트럴 파크 타워              | 뉴욕       | 미국           | 472.4 미터 (1,550 ft) | 95   | 2021-2025 |         |  |
| 타이 분 롱 트윈 트레이드 센터 | 프놈펜     | 캄보디아       | 561.7 미터 (1,843 ft) | 133  | 2025-2027 |         |  |
| 두바이 원                     | 두바이     | 아랍에미리트   | 711 미터 (2,333 ft)   | 161  | 2027~20?? |         |  |

## 같이 보기
- 마천루 목록
- 높이순 호텔 목록
- 마천루가 가장 많은 도시 목록
- 아시아의 마천루 목록